# Biserica evanghelică fortificată din Avrig
Biserica evanghelică fortificată din Avrig este un ansamblu de monumente istorice aflat pe teritoriul orașului Avrig.
Ansamblul este format din următoarele monumente:
- Biserica evanghelică (cod LMI SB-II-m-A-12318.01)
- Incintă fortificată (ruine) (cod LMI SB-II-m-A-12318.02)

## Galerie

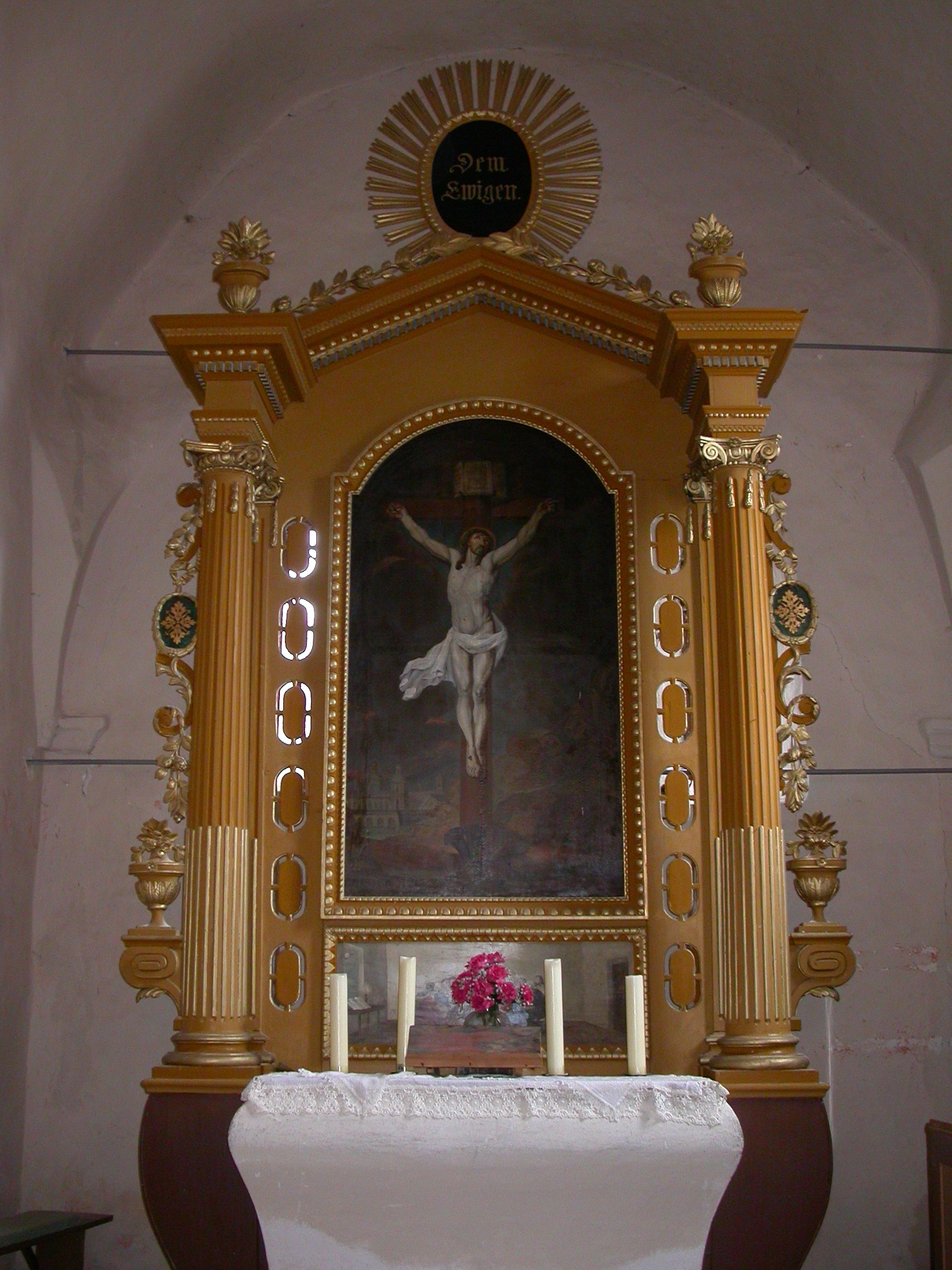
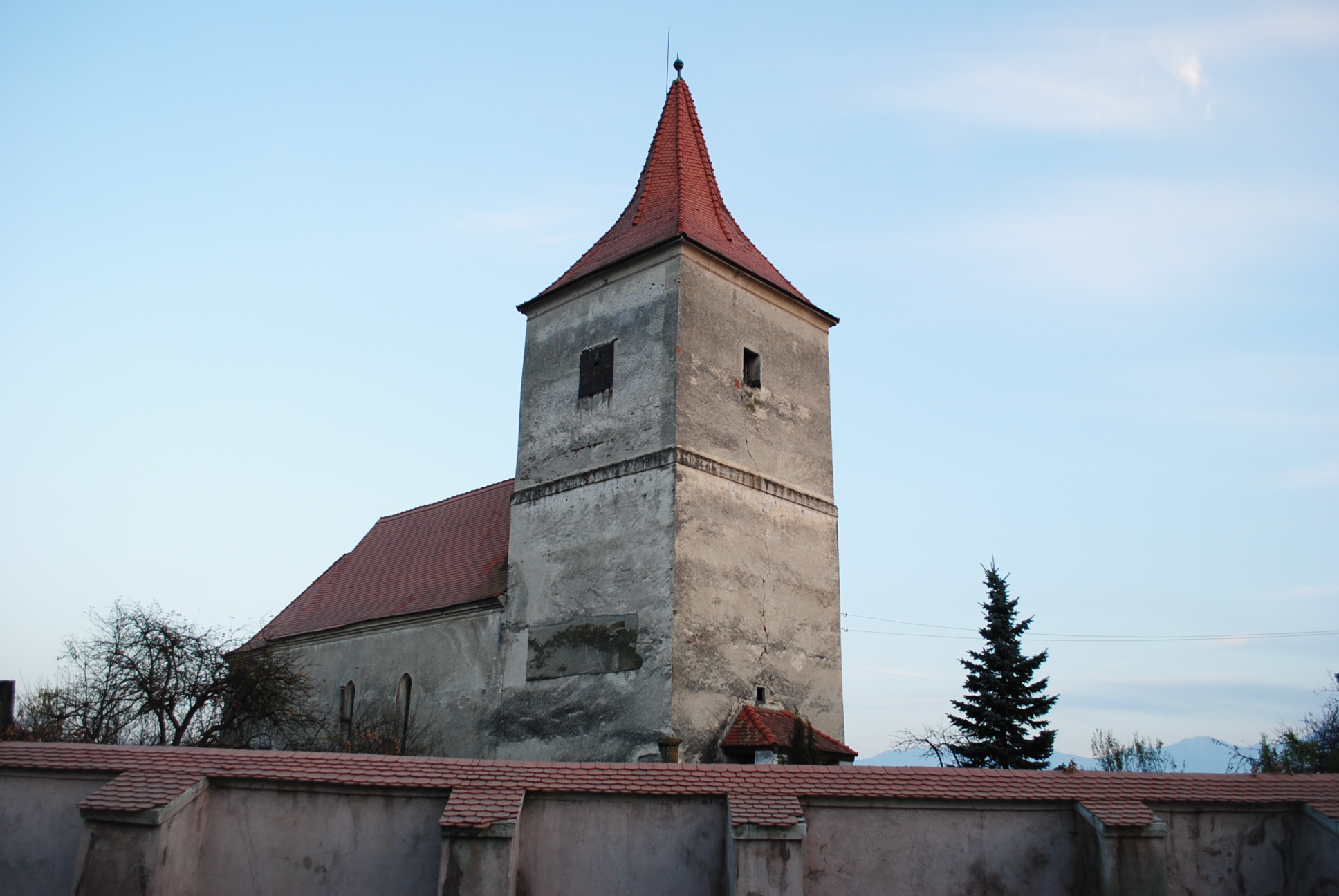
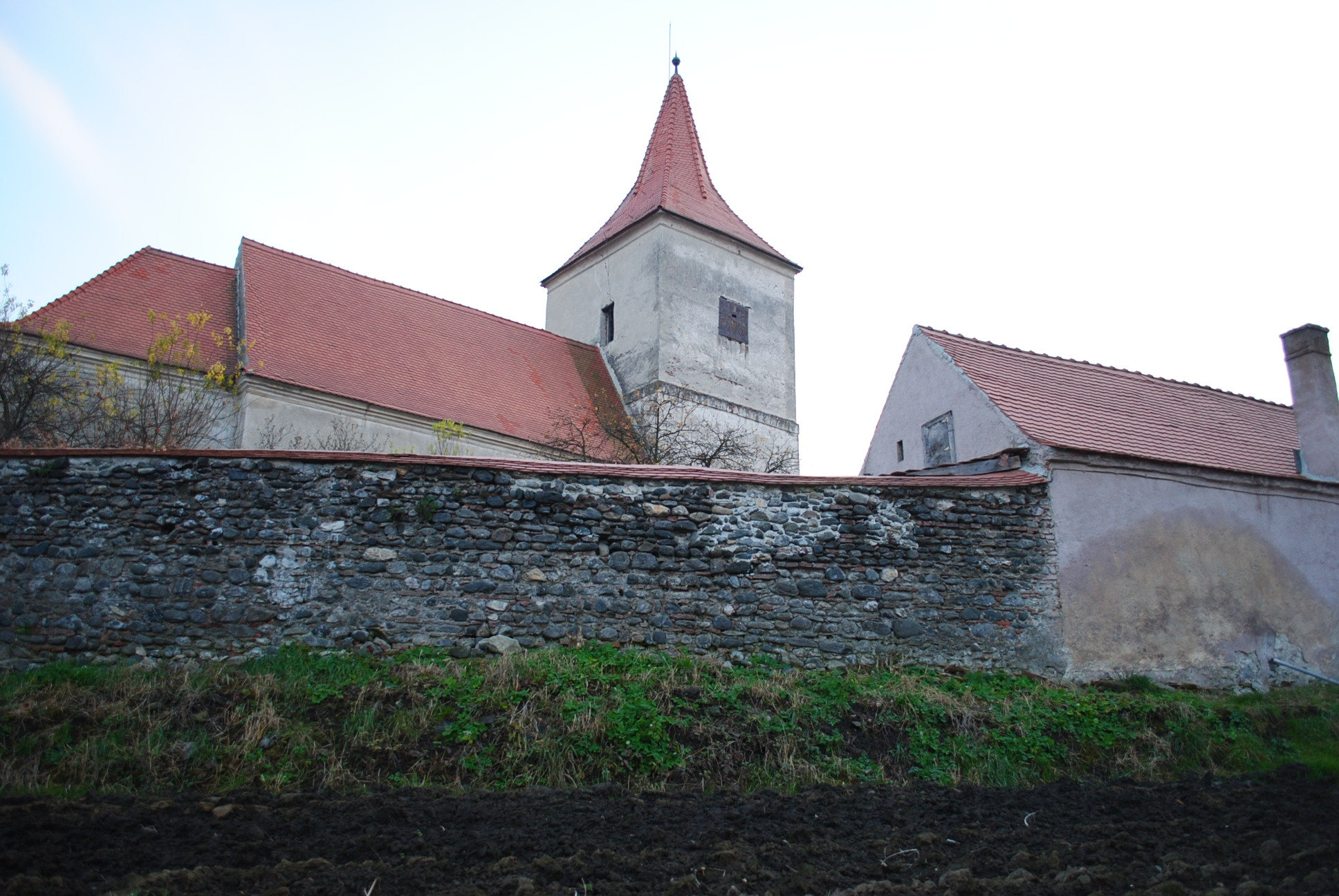
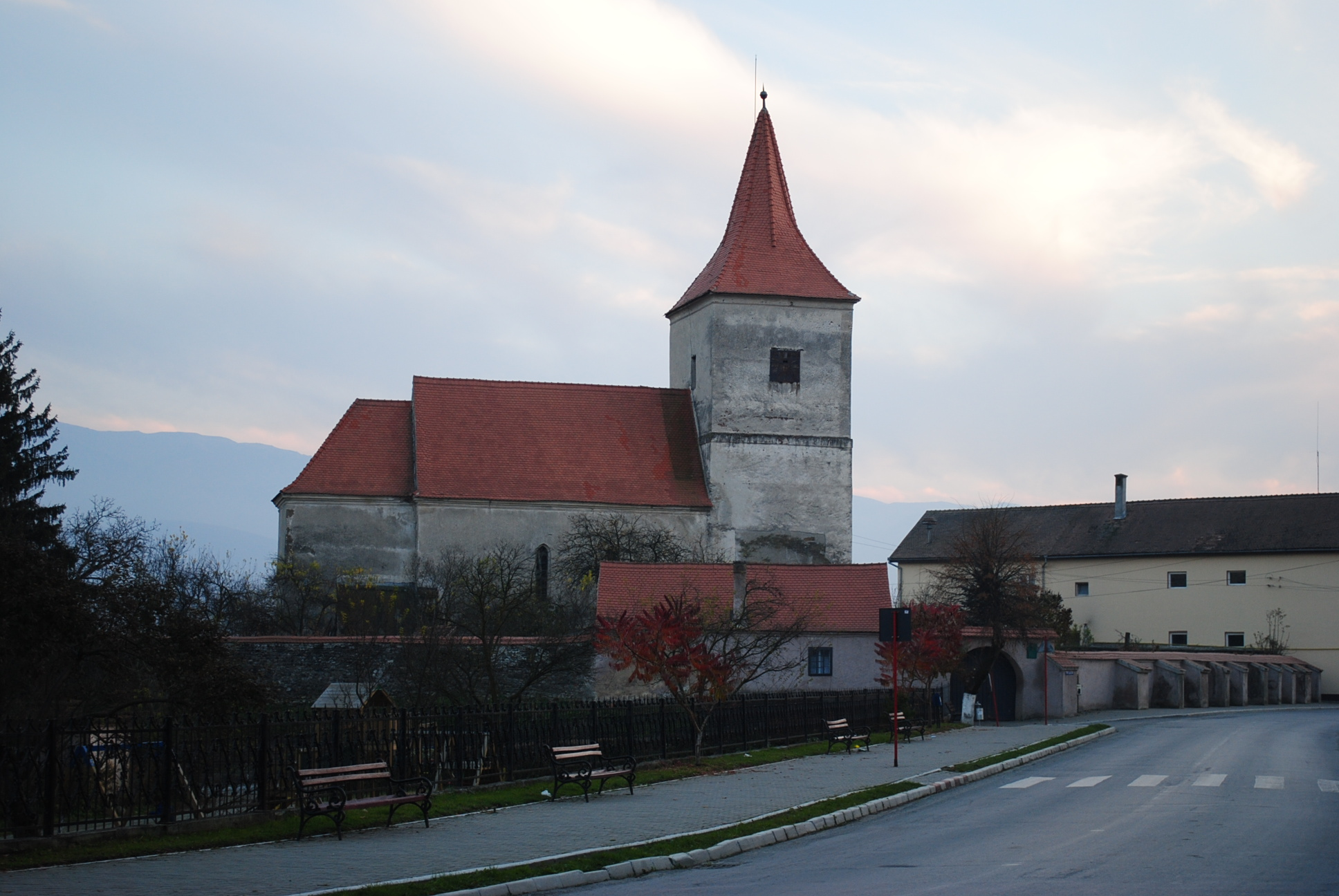
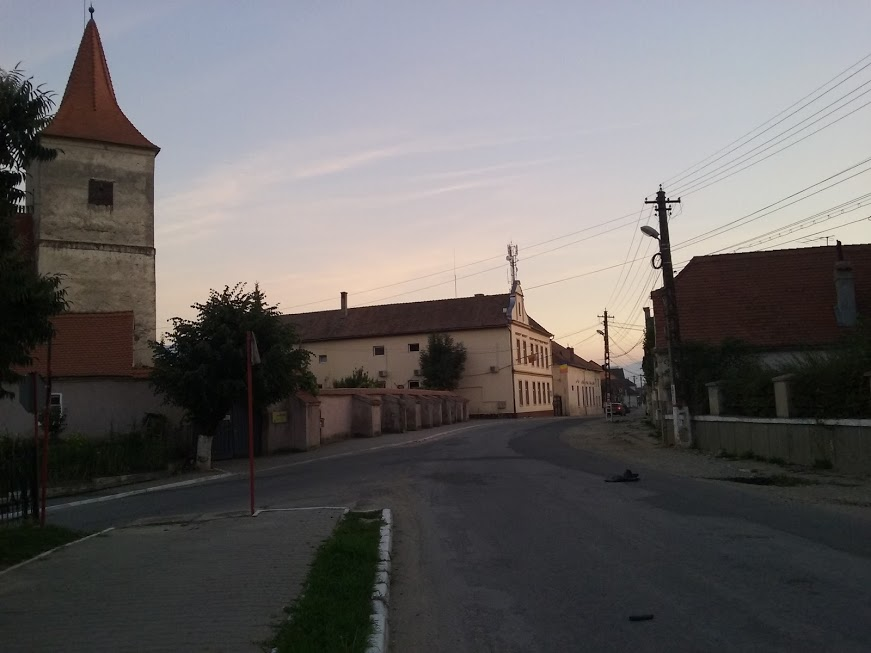